# 砂沢クラ
砂沢 クラ（すなざわ クラ、1897年 - 1990年9月29日）は、北海道旭川市近文コタン出身のアイヌ文化伝承者。1983年（昭和58年）、北海道文化財保護功労者として表彰された。
アイヌ語を母語とし、アイヌ民族の口承文学（ユーカラ、トゥイタクなど）を継承、記録した。民族の伝統手工業を引き継ぎ、アイヌ刺繍や花ござなど数多くの作品を残した。マタンプシ（鉢巻）、コソンテ（着物）、帯が北海道大学文学部アイヌ民俗資料として保存、保管されている。アイヌ語話者、アイヌ文化継承者として言語学者、民俗学者の研究に貢献した。
50年に渡って書き続けた日記を元に、「私の一代の話」「祖先の話」を記述。これを元にして、『ク スクップ オルシぺ : 私の一代の話』（北海道新聞社）が刊行された。

## 来歴
1897年（明治30年）、上川郡旭川村近文に5人きょうだいの長女として生まれる。出生当時の姓は「川村」だった。父、川村クウカルクは村長（コタンコロクル）の家系であった。母、川村ムイサシマツ（旧姓・荒井ムイサシマツ）はロシア人を曽祖父に持ち、アイヌ文化継承者としてユーカラなどの録音を残している。従兄弟に川村カ子トがいる。
1902年（明治35年）以降、ピアソン夫妻の運営する日曜学校に通っていた。祖父、モノクテエカシが村長であった頃には、アイヌ語学者、ジョン・バチェラーがしばしば家を訪れていた。
1905年（明治38年）、川上第三尋常小学校に入学する。
1907年（明治40年）、「第二次近文アイヌ給与地問題」によって、町から離れた荒地へ移住を余儀なくされる
1909年（明治42年）、父の死と二番目の妹の誕生に伴い、川上第三尋常小学校を中退した。
1910年（明治43年）、豊栄尋常小学校（旧土人学校）に入学する。
1913年（大正2年）、豊栄尋常小学校を卒業。卒業後はニシン漁（浜益）、看護婦（旭川）、ハッカ農場（佐呂間）、鉄道工事現場（頓別）などで働いた。
1915年（大正4年）、精華女学校に入学する。入学後、近くの日曜学校で教員をしていた金成マツとの交流が始まる。マツの養女、知里幸恵とも親しくしていた。この頃、母は、杉村キナラブック、金成マツらと共にユーカラを楽しんだ。近文のアイヌには、女がユーカラをするのを嫌がる風習があったが、ユーカラ仲間を得ることができたこと、金田一京助からの励ましがあったことから母のムイサシマツはユーカラを続けることができた。ムイサシマツのユーカラは、クラに受け継がれることとなる。
1918年（大正7年）、雨竜村伏古コタンの砂沢友太郎と結婚する。友太郎は熊撃ちの名人として名高く、ヒグマによる獣害事件である石狩沼田幌新事件の際には応援に駆けつけている。狩猟、農業、観光業、炭鉱、造材現場などでの労働に従事しながら北海道を渡り歩いた。1935年（昭和10年）から1937年（昭和12年）にかけては、登別温泉で観光業に従事し、金成マツの甥、知里真志保にアイヌ語を教えた。またこの時期に森竹竹市と出会い、以後親交を深めた。
1956年（昭和31年）、芦別に家を建て定住。狩猟、農業、文化伝承活動をおこなう。川村カ子トの勧めによって、神居古潭や勇駒別温泉、白金温泉、層雲峡、天人峡温泉などで、カムイノミやウポポを披露した。
1964年（昭和39年）、アイヌ民族の生活、文化の向上と文化の紹介を目指した「北海道アイヌ祭り」が8月7日から5日間に渡って旭川市、旭川アイヌ文化保存会ほか主催で開催され、クラも参加した。日高、十勝、釧路、白老、新十津川、近文など全道から230人のアイヌが参加したイベントだった。
1968年（昭和43年）、「アイヌに関する国際会議」に参加し、アイヌ語研究者・池上二良のユーカラ研究に貢献した。
1971年（昭和46年）、言語学者・浅井亨の研究を手伝う。浅井の編著『日本の昔話 2 アイヌの昔話』（日本放送出版協会）に、クラの伝承したユーカラなど25話、クラのトゥイタク「沼の神」の原文テキストなどが掲載された。
1974年（昭和49年）から1977年（昭和52年）、北海道大学の夏の合宿でアイヌ語、アイヌの伝統文化、アイヌの暮らしについて教える。
1978年（昭和53年）、苫小牧に住む孫の元へ転居した。
1982年から1983年にかけ、クラのノート「私の一代の話」「祖先の話」とクラからの聞き取りをもとに、北海道新聞社社会部記者の深尾勝子により記事にまとめられ、「クスクッ オルシペ　私の一代の話　砂沢クラさんは語る」として北海道新聞で連載される。
1983年（昭和58年）、北海道文化財保護功労者として表彰される。同年、『ク スクップ オルシぺ : 私の一代の話』が刊行される。
1990年（平成3年）9月29日、死去。

## 子孫
孫、砂沢代恵子はアイヌ文化伝承者として活動しており、2015年（平成27年）に社会教育の分野で苫小牧市文化奨励賞を受賞している。

## 交友関係
従姉妹であり親友の貝沢コヨは、貝沢藤蔵と結婚している。

## 文化継承活動
ここまでに記した以外に、下記のような活動をおこなった。
- 1965年（昭和40年）:ウポポの披露（東京）
- 1966年（昭和41年）：アイヌ民俗芸能の披露（九州、11日間）
- 1972年（昭和47年）：札幌テレビ放送にてユーカラ5話、トゥイタク3話を録音した。
  - 公益財団法人アイヌ民族文化財団は、クラの録音した「ポイヤウンペとル　ロアイカムイの戦い」の一部に依拠して「平成24年度　口承文芸視聴覚資料作成事業」において映像化作品を作成している[15]。

## 著作・語り
出典は国立国会図書館サーチ。
著書
- 平田角平訳『アイヌの叙事詩 : オタスツ゚の人が語る散文物語』野火文学会、1971年
- 砂沢クラ『私の一代の思い出　クスクッㇷ゚　オルシベ』みやま書房、1983年　※アイヌ語の自伝に和訳をつけたもの
- 『ク スクッㇷ゚　オルシぺ：私の一代の話』北海道新聞社、1983年（のちに、福武書店・福武文庫、1990年）　※北海道新聞に連載された日本語の自伝をまとめたもの

語り
- 寮美千子（文・編）、砂沢クラ・四宅ヤエ・平賀エテノア・藤山ハル（語り）、鈴木隆一（絵）『フキノトウになった女の子 : アイヌの昔話：イソイタク1』アイヌ文化振興・研究推進機構、2014年
- アイヌ民話撰集企画編集委員会（企画・監修）、砂沢クラ, 平賀サダモ, 平賀エテノア, 栗山国四郎, 二谷国松（語り）、寮美千子（文・編集）、鈴木隆一（絵）『キノコが生えた男の子 : アイヌの昔話』アイヌ文化振興・研究推進機構、2017年